# Оливекруна, Розали
Розали Ульрика Оливекруна (швед. Rosalie Ulrika Olivecrona, урождённая Рос, Roos, псевдоним La Straniera, с итал. — «Чужестранка»; 9 декабря 1823[…], Финска, Стокгольм — 4 июня 1898[…], Клара, Стокгольмское обер-губернаторство[…]) — шведская феминистка, писательница и редактор женского журнала Tidskrift för hemmet с момента его основания в 1859 году до 1868 года. Наряду с Фредрикой Бремер и Софи Адлерспарре является родоначальницей феминистского движения в Швеции.

## Биография
Родилась 9 декабря 1823 года в семье чиновника, начальника полевой конторы (fältkamrer) Густава Роса (Olof Gustaf Roos, ум. 1862) и Ульрики фон Кеппель (Ulrika Euphrosyne von Keppel). У её отца была богатая библиотека, к которой Розали имела свободный доступ. В либеральной семье читали газету Aftonbladet и Карла Юнаса Луве Альмквиста.
Вошла в первую группу девочек, учившихся в Валлинской школе для девочек, основанной в 1831 году Андерсом Фрюкселлем и Юхан Улоф Валлин.
В 1838 году семья переехала в усадьбу Шёгерос (швед. Sjögerås) в провинции Вестергётланд (на территории современного района Вильске-Клева коммуны Фальчёпинг), у подножья плато Мёссеберг. Здесь Розали стала учительницей своих младших братьев и сестёр. Также здесь она изучала растения в естественной среде их обитания, в полевых условиях под руководством отца, Густава Роса.
Розали рано заметила гендерное неравенство, у неё развилось обострённое чувство справедливости и она стала феминисткой.
В конце 1840-х годов у неё был роман с репетитором братьев Пером Гьером (Pehr Gjer), что привело к помолвке. Но из-за разногласий во взглядах на женский вопрос и проблем жениха с трудоустройством на рынке труда в качестве клерка, помолвка была расторгнута в 1851 году. Разрыв помолвки положил начало планам Розали эмигрировать в США, где процветала эмансипация. Одна из её лучших подруг, Хульда Хар (Hulda Hahr) вместе со своим братом Францем (Franz J. Hahr) уехала в Южную Каролину и преподавала в школе-интернате для девочек Лаймстон-Спрингс. По настоянию Хульды Розали в 1851 году отправилась в США, где в 1852 году преподавала в Лаймстон-Спрингс французский язык и музыку, а также работала гувернанткой на плантации к югу от Чарлстона. Там она познакомилась, в частности, с семьей Хаммаршёльдов в Чарлстоне, эмигрировавшей из Скултуны. В 1855 году Розали завершила путешествие, посетив Гавану на острове Куба, Новый Орлеан, Чикаго, Нью-Йорк, а также Англию и Германию. Её письма родителям из путешествия по Америке опубликованы под названием Resa till Amerika 1851-55 в Швеции издательством Almqvist & Wiksell в 1969 году её внучкой Сигрид Лаурелль (Sigrid Eliza Cecilia Olivecrona Laurell, 1895—1986), затем переведены на английский язык и в 1982 году опубликованы издательством Южно-Иллинойсского университета. Впечатления от Америки представляют собой интересную параллель с романом «Родной дом в Новом Свете» (Hemmen i den nya världen, 1853–1854) Фредрики Бремер.
В 1855 году вернулась в Швецию, где её семья переехала из Вестергётланда в Стокгольм. Её мать Ульрика фон Кеппель унаследовала земельный участок на улице Кларабергсгатан, 21 в Стокгольме, где семья построила собственный каменный дом.
Познакомилась со своей ровесницей Софи Адлерспарре, с которой стала строить планы относительно феминистского движения.
В июне 1857 года вышла замуж за вдовца Кнута Оливекруну, у которого было несколько детей. После свадьбы отправилась в путешествие по Европе.
В 1857 году в серии из пяти статей под заголовком  «Глас вопиющего в пустыне» в газете Aftonbladet защищала роман «Герта» Фредрики Бремер, который затрагивает тему незамужних женщин, их прав и положения в обществе. Роман опубликован в 1856 году и вызвал широкую общественную дискуссию в Швеции, в частности, по вопросу о правах женщин. В результате в 1858 году в Швеции был принят закон, который позволял незамужним женщинам, достигшим 25 лет, признаваться дееспособными и представлять себя в суде.
10 лет прожила в Уппсале, где её муж был профессором Уппсальского университета. Участвовала в женской организации Fruntimmersföreningen i Uppsala. Активно переписывалась с Софи Адлерспарре. В 1868 году переехала в Стокгольм, где её муж стал судьёй Верховного суда.
В 1873 году была главной ответственной за выставку женских ремёсел на Всемирной выставке в Вене, которая проходила в 1873 году. Выполняла ту же работу на Всемирной выставке в Филадельфии в 1876 году, Всемирной выставке в Париже в 1878 году и Всемирной выставке в Чикаго в 1893 году. Написала каталог женской секции Всемирной выставки в Филадельфии, в котором проведена инвентаризация учебных заведений в Швеции, которые готовят специалистов для различных ремёсел и кустарных промыслов .
С юных лет занималась литературой. В 1840-х годах начала публиковать стихи и рассказы в газете Göteborgs Handels- och Sjöfartstidning под псевдонимом La Straniera (с итал. — «Чужестранка»). В 1855 году опубликовала под псевдонимом сборник стихов Skogsblommor в издательстве C. F. Arwidssons förlag в Гётеборге в серии Riksdalers-Böcker för Resor. В 1889 году под собственным именем опубликовала сборник стихов Spridda blad в издательстве P. A. Norstedt & Söner в Стокгольме.
Под псевдонимом писала о социальных вопросах и проблемам женщин в ежедневных газетах. В 1859 году с Софи Адлерспарре основала женский журнал Tidskrift för hemmet и оставалась его редактором до 1868 года, писала для журнала и после 1868 года. Ряд текстов позднее опубликован отдельными изданиями. В 1877 году Торстен Хедлунд в Гётеборге опубликовал её книгу «Мэри Карпентер» (Mary Carpenter: hennes lefnad och verksamhet) об английском реформаторе и филантропе Мэри Карпентер (1807—1877).
В её архиве были найдены заметки 1894–1897 годов, которые опубликованы в 2005 году под названием Strödda tankar och minnen Агнетой Оливекруна (Agneta Olivecrona; 1925—2017) и Гертруд Йидлунд (Gertrud Gidlund; 1938—2011).
Умерла 4 июня 1898 года в возрасте 74 лет. Похоронена на Старом кладбище в Уппсале.

## Личная жизнь
В 1857 году вышла замуж за вдовца Самуэля Рудольфа Детлофа Кнута Оливекруна (7 октября 1817 — 2 февраля 1905), юриста и государственного служащего. В этом браке родились Эмилия Элиза Розали Оливекруна (15 декабря 1858 — 5 февраля 1902), художница, и Кнут Аксель Густав Оливекруна (10 февраля 1860 — 21 сентября 1948), юрист. Её внуки (дети Акселя): Херберт Оливекруна (1891—1980), нейрохирург и Кнут Ганс Карл Оливекруна (25 октября 1897 — 5 февраля 1980) — шведский юрист и философ права, профессор процессуального права Лундского университета, его ключевая работа — «Право как факт» (Law as Fact, 1939).